# Delta

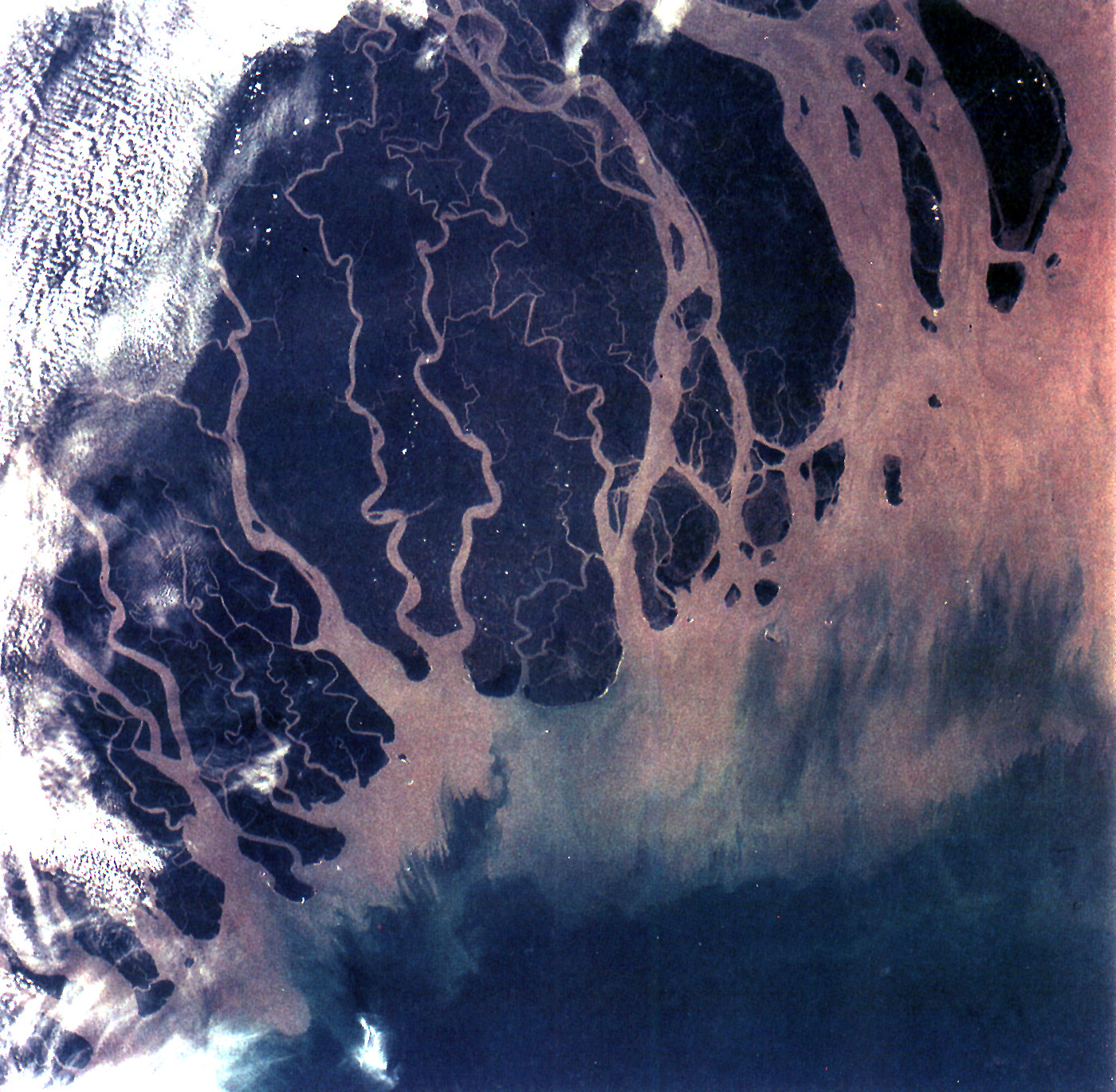
Delta do Ganges.

Em geografia, o delta é o local formada por vários canais (braços do leito do rio) onde um rio deságua em outro. Esse tipo de foz é comum em rios de planícies, devido à pequena declividade e, consequentemente, pequena capacidade de descarga de água, o que favorece o acúmulo de areia e aluviões na foz do rio. 
Um delta típico é o do rio Nilo (no Egito) que tem a perfeita forma de um leque, ou triângulo, que é o mesmo formato da letra grega maiúscula com esse nome (Δ), de onde provém esta designação.
As regiões de deltas costeiros da África, da Ásia e da Europa são muito importantes, já que apresentam grande concentração populacional, como os estuários do Reno, do Ganges e do Níger.   

## Delta interior

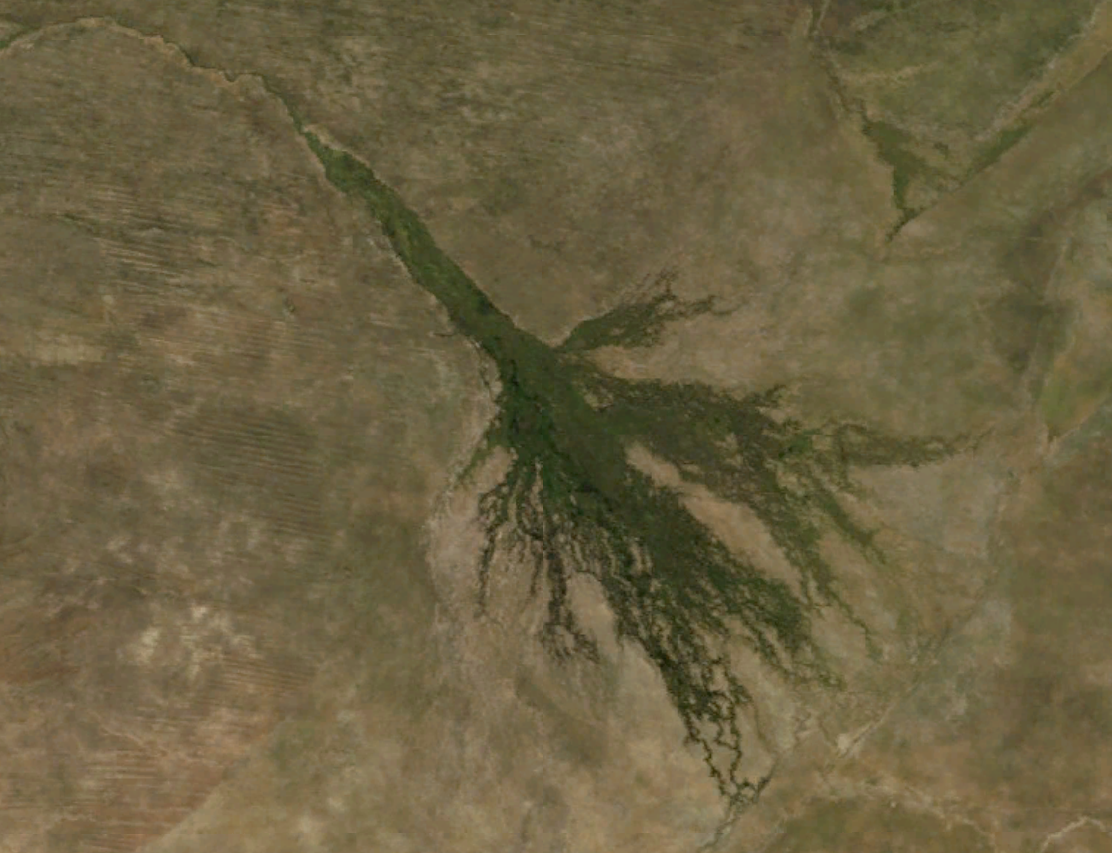
Delta do Okavango

Nem todos os deltas se situam em costas marítimas: o delta do rio Okavango, em Botswana, por exemplo, é um delta interior.
Nesses casos os rios dividem-se em múltiplos ramos para mais tarde se reunirem e continuarem para o mar. Outros exemplos são o delta interior do Níger e o delta Peace–Athabasca. O rio Amazonas também tem um delta interior antes da ilha de Marajó, e o rio Danúbio tem um no vale junto da fronteira Eslováquia-Hungria, entre Bratislava e Iža.

## Deltas notáveis
- Delta do Nilo
- Delta do Danúbio
- Delta do Zambeze
- Delta do Ganges–Brahmaputra
- Delta do Mississippi
- Delta do Parnaíba
- Delta do Amazonas
- Delta do Jacuí
- Delta do Okavango (delta interior)
- Delta do Níger
- Delta interior do Níger (delta interior)

## Galeria

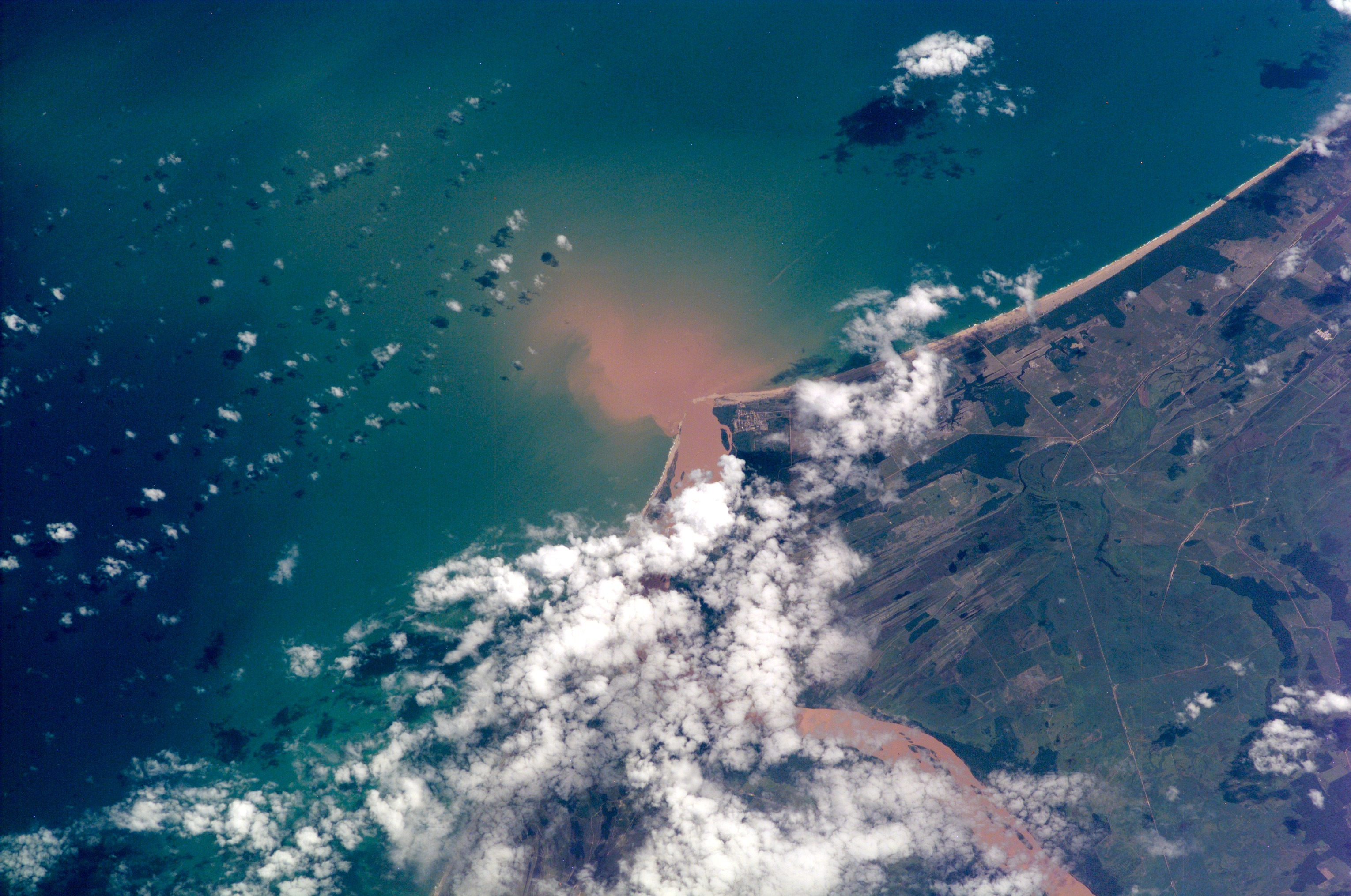
Delta do rio Doce, no estado brasileiro do Espírito Santo
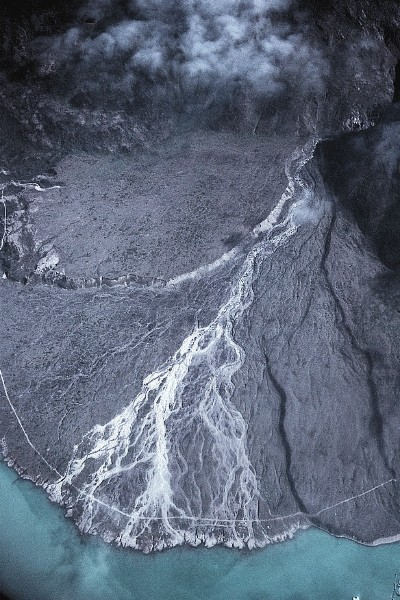
Delta na Groenlândia
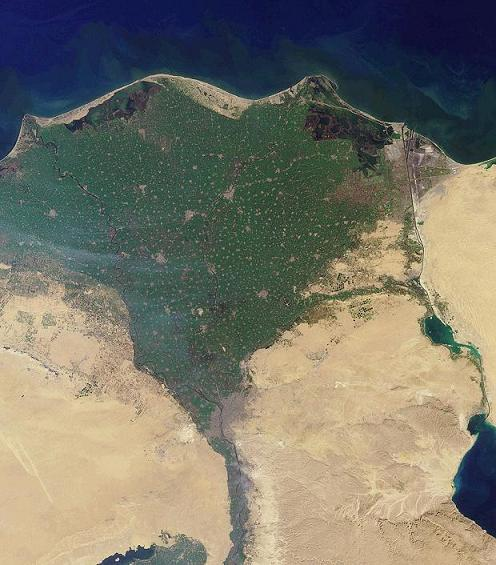
Delta do Nilo
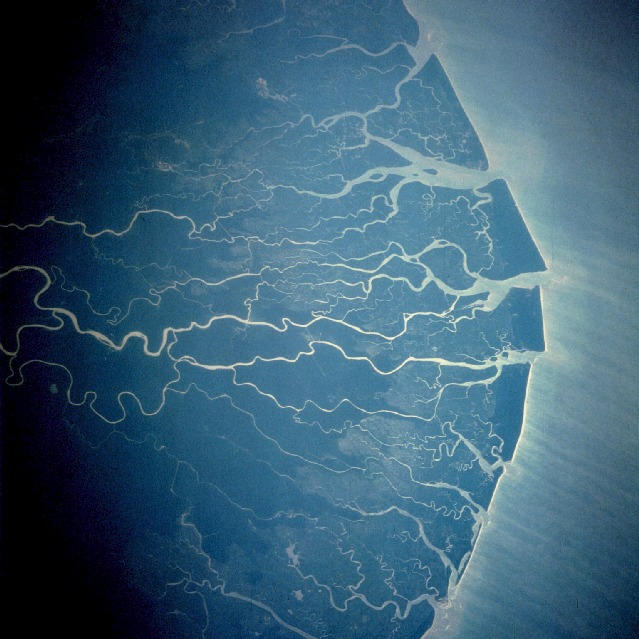
Vista do espaço do delta do Níger. O norte está do lado esquerdo